# Philornis zeteki
Philornis zeteki är en tvåvingeart som beskrevs av Carroll William Dodge 1963. Philornis zeteki ingår i släktet Philornis och familjen husflugor.
Artens utbredningsområde är Panama. Inga underarter finns listade i Catalogue of Life.